# Callao-Raquel Liberman (subte de Buenos Aires)
Callao - Raquel Liberman es una estación que forma parte de la línea D de la red de subterráneos de la Ciudad de Buenos Aires. Se encuentra localizada debajo de la avenida Córdoba entre la avenida Callao y la calle Rodríguez Peña, en el límite entre los barrios de Balvanera, Recoleta y San Nicolás. La estación fue construida por la compañía española CHADOPyF e inaugurada el 29 de marzo de 1938.
Posee una tipología subterránea con dos andenes laterales y dos vías. Posee un vestíbulo al nivel de las plataformas con los accesos en la calle mediante escaleras, escaleras mecánicas y ascensores y servicio de wifi público. La línea D combinaría con la proyectada línea F en esta estación.
En 2023, la Legislatura de la Ciudad Autónoma de Buenos Aires aprobó el renombramiento de la estación como «Callao - Raquel Liberman», agregándole esta última denominación en homenaje a Raquel Liberman, quien desbarató una red de trata de mujeres judías en 1929.

## Decoración
La estación fue decorada con un criterio similar al de las estaciones Constitución y Retiro de la actual línea C, también construida por la CHADOPyF unos años antes. Aprovechando la existencia de una amplia plazoleta sobre el espacio de la estación, se realizó la construcción a cielo abierto, cortando el tránsito y luego colocando vigas de hormigón para sostener la calzada de la avenida Córdoba, por lo cual la estación tiene un techo plano. Los muros fueron revestidos con placas de granito y travertino siguiendo una sobria estética racionalista, dejando paneles libres para las publicidades. Esto marca una diferencia notable con las demás estaciones de la línea D, que fueron construidas en túnel y tienen techos en bóveda, siendo revestidas en azulejos de distintos colores y decoradas con murales temáticos, que Callao no posee y por ello marca una excepción.
Entre el 5 y el 29 de agosto de 1985, en espacios habilitados por la empresa Subterráneos de Buenos Aires, fueron pintados en la estación un total de 83 murales por iniciativa de un grupo de jóvenes artistas plásticos —Luis Pereyra, Duilio Pierri, Martín Reyna, José Garófalo y Armando Rearte—. Tras críticas desfavorables y en una situación poco clara los murales vanguardistas y de colores brillantes fueron tapados con pintura blanca pocos meses después, a comienzos de 1986.
En 1997, como parte de una remodelación general del subte a cargo de la concesionaria privada Metrovías, se colocó un revoque sintético símil granito gris, que en la actualidad está cubierto por una capa de pintura color ocre.
En 2015, se agregaron ocho murales del artista Remo Bianchedi en venecitas con temática de la Segunda Guerra Mundial.

## Hitos urbanos
Se encuentran en las cercanías de esta:
- Escuela Superior de Comercio Carlos Pellegrini
- Ministerio de Educación de la Nación
  - Biblioteca Nacional de Maestros
- Universidad del Salvador
  - Biblioteca Finochietto
- Biblioteca Municipal Manuel Gálvez
- Embajadas de Palestina, Siria y Serbia
- Liceo N.º 4 Remedios de Escalada de San Martín
- Escuela Normal Superior N.º 1 en Lenguas Vivas Presidente Roque Sáenz Peña
- Instituto de Educación Superior N.º 1 Dra. Alicia Moreau de Justo
- Escuela Primaria Común N.º 5 Nicolás Rodríguez Peña
- Escuela de Comercio N.º 2 Dr. Antonio Bermejo
- Palacio de Aguas Corrientes
- Plazoleta Rgto. N.º 1 de Infantería Patricios
- Plaza Nicolás Rodríguez Peña
- Plaza Petronila Rodríguez
- Museo del Holocausto

## Imágenes

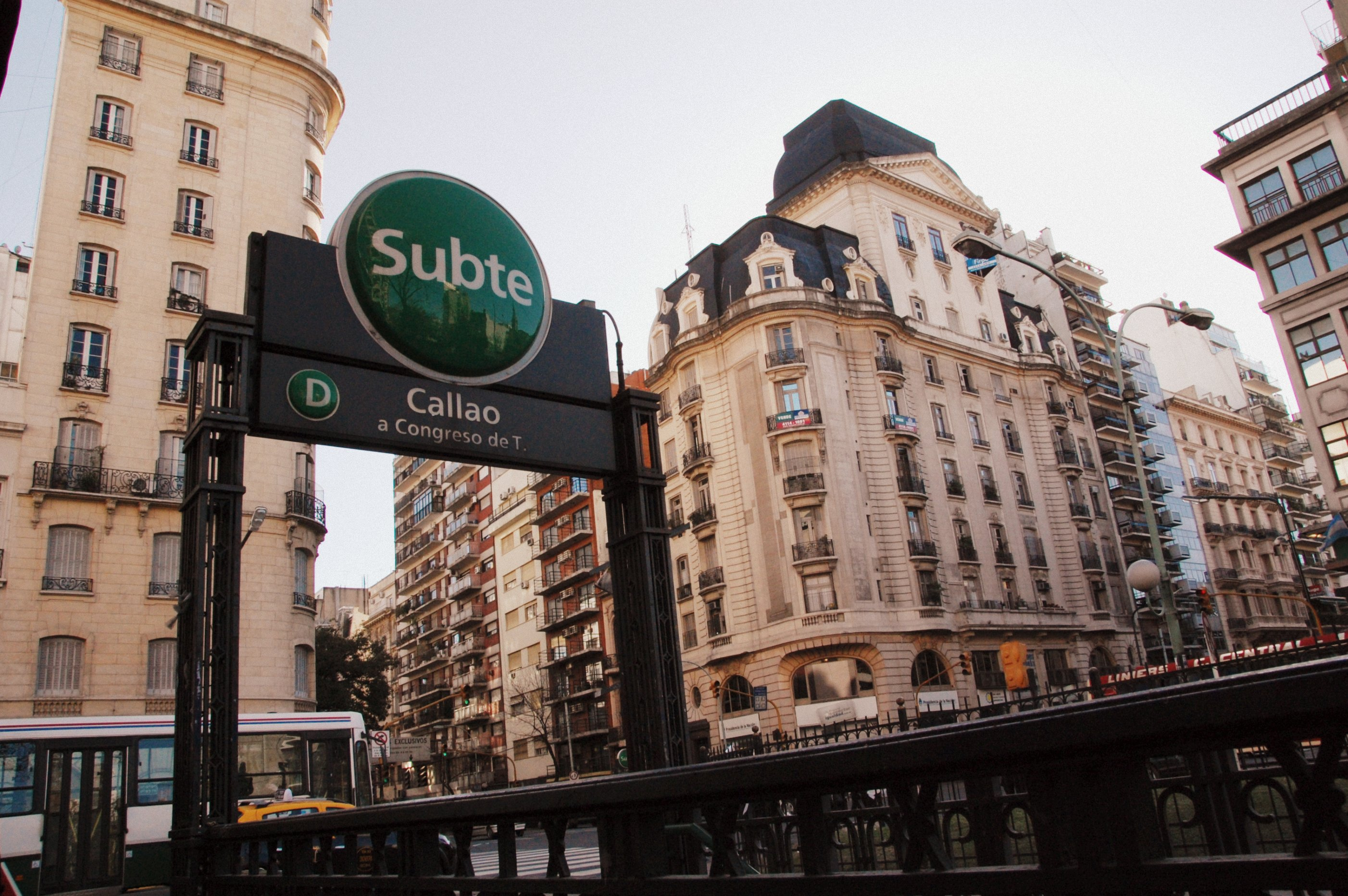
Acceso a la estación en 2011
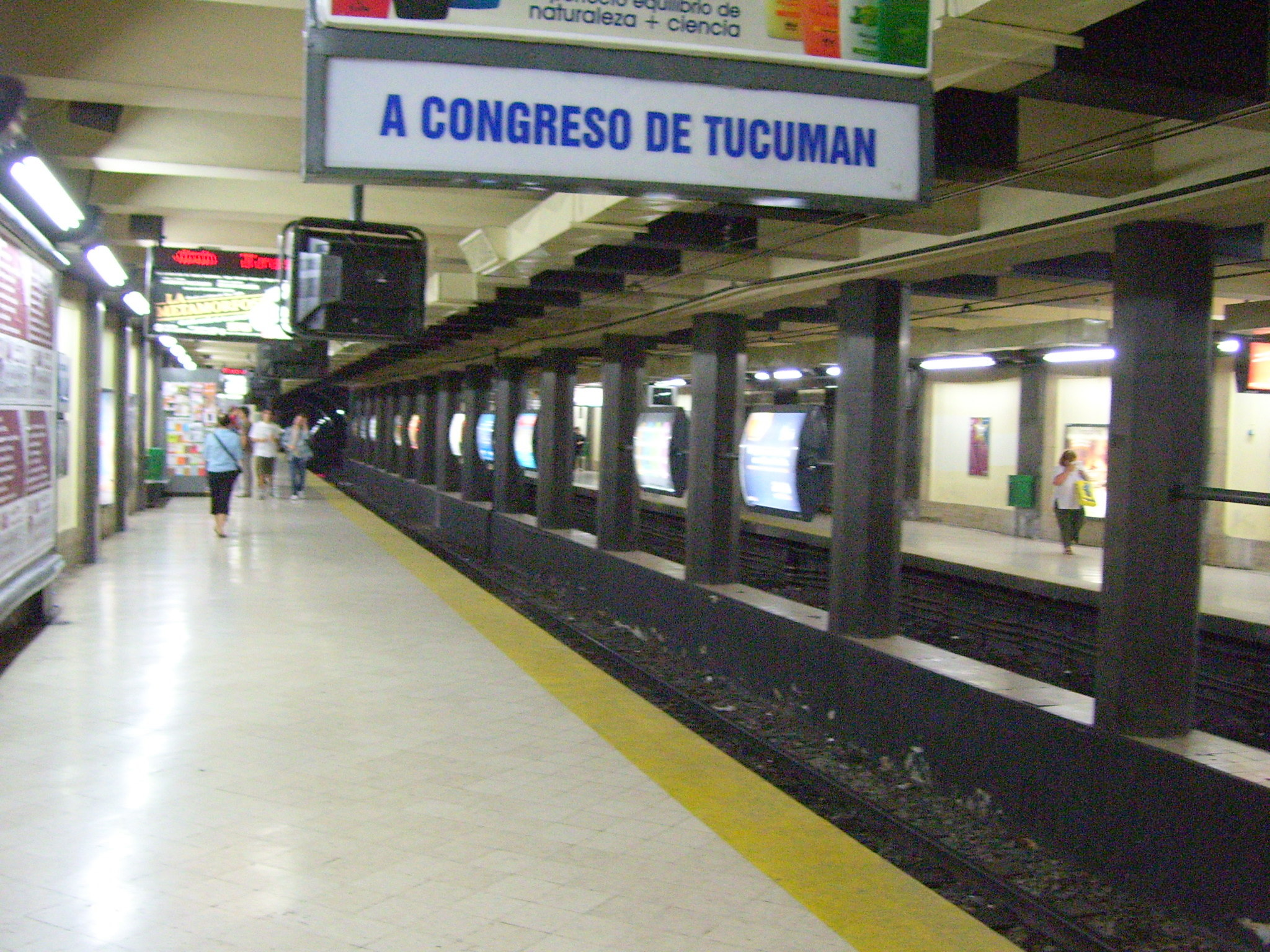
Andenes en 2007
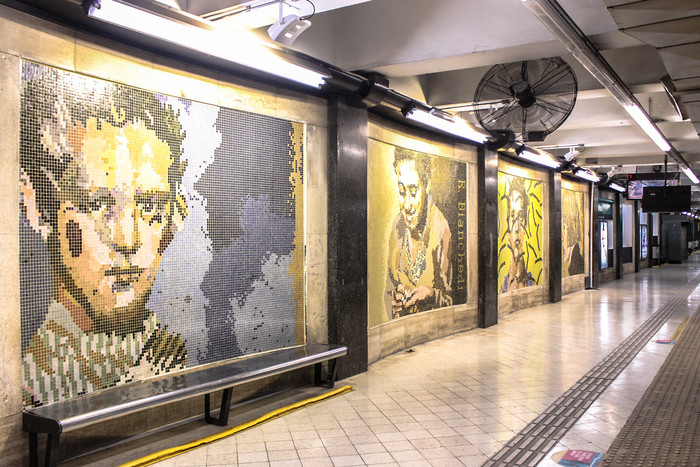
Murales en 2015
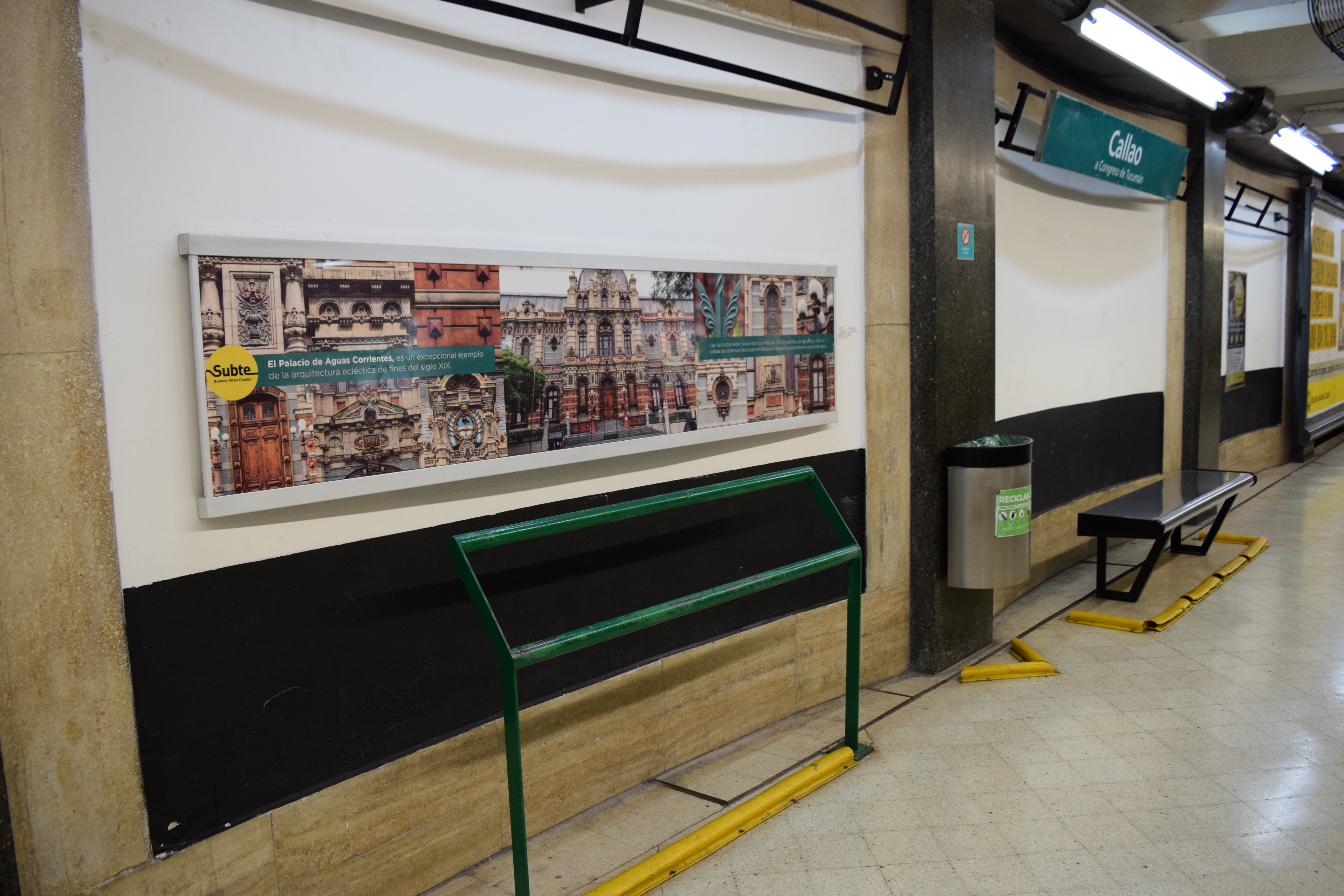
Mobiliario en 2015